# Giacomo Guardi

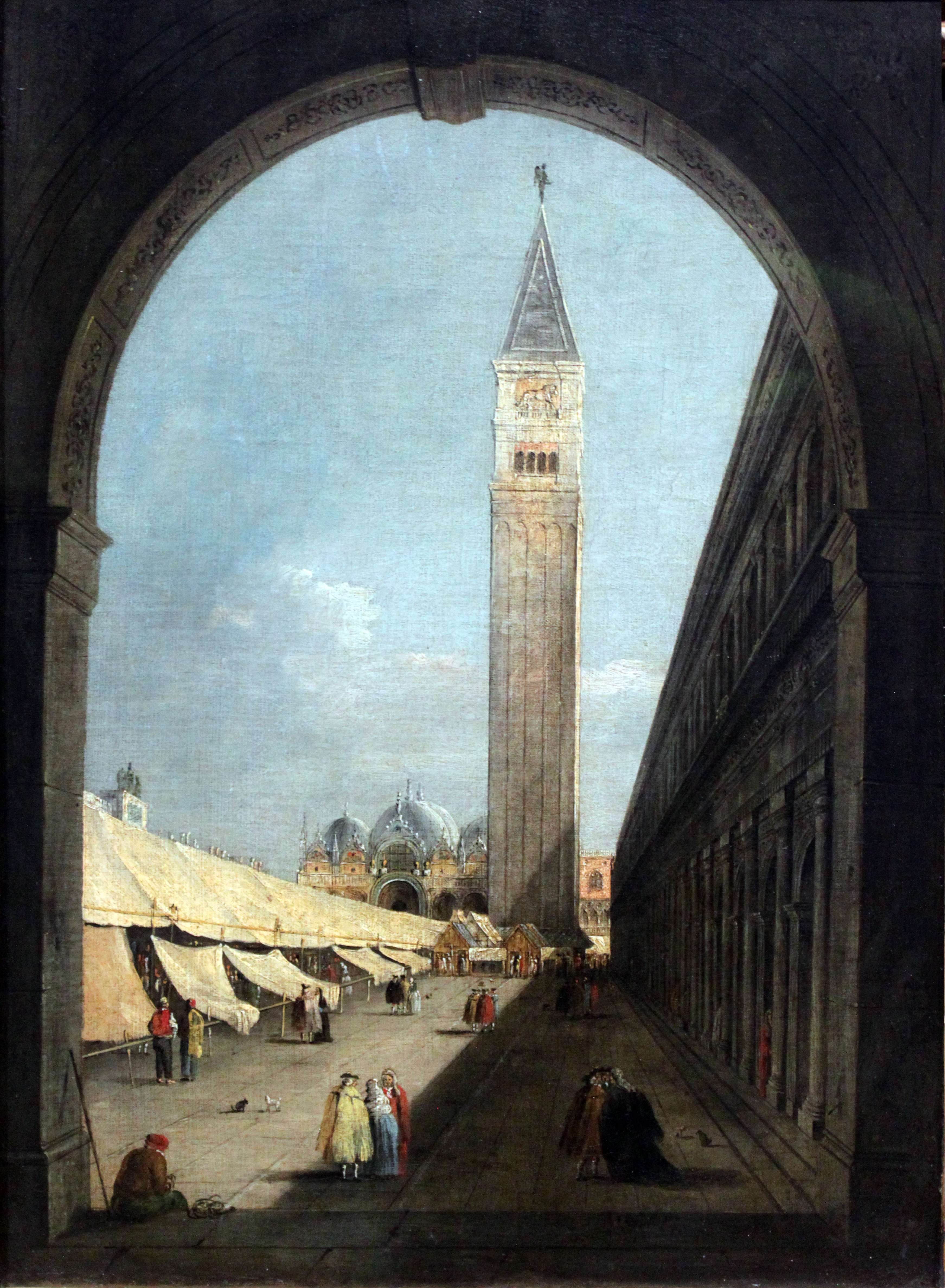
La plaza de San Marcos en Venecia, 1795, Städelsches Kunstinstitut

Giacomo Guardi (Venecia, 13 de abril de 1764 - 3 de noviembre de 1835) fue un pintor italiano de escuela veneciana
Hijo del famoso vedutista Francesco Guardi, continuó con la línea de trabajo de su padre sin alcanzar su notoriedad. La mayoría de sus trabajos son pequeñas vistas en las que, si bien no alcanzó el nivel de su padre, demostró una gran habilidad artística, muy apreciada años más tarde. La evaluación de su legado es relativamente complicada debido a la frecuencia con la que se le atribuyen pinturas de manera errónea.